# 西園寺実長
西園寺 実長（さいおんじ さねなが）は、南北朝時代の公卿。太政大臣・西園寺公重の子。官位は正三位・権中納言（北朝）。

## 経歴
建武2年（1335年）11月に叙爵。初名は実茂（さねしげ）。建武5年（1338年）従五位上・侍従に叙任される。広義門院からの庇護があったためか、官位は累進し、康永3年（1344年）1月従三位に叙されて公卿に列した。貞和4年（1348年）4月参議となり、10月春宮権大夫を兼任（春宮は直仁親王）。貞和5年（1349年）1月正三位へ進み、9月権中納言に任じられる。正平6年（1351年）12月の正平一統に際しては南朝の賀名生に参候した。同7年（1352年）2月崇光上皇の院別当に補され、後村上天皇の住吉行幸に供奉するが、閏2月直仁親王が八幡へ移されるに及んで権大夫は解任された。文和2年（1353年）9月父・公重が京都から没落する矢先に職を止められ、文和4年/正平10年（1355年）2月28日に河内国天野で薨去。享年22。妻は同じく南朝に仕えた洞院公泰の娘であり、夫の薨逝に伴って遁世した。
なお、『実隆公記』によれば、「竹林院大納言〔ママ〕実長卿」の筆写にかかる『尚書』1巻が存したという。
また、正平19年（1364年）には、西園寺氏の人間（石野弥栄はこれを公重の息子・西園寺実長のことであると推定している）が伊予西園寺氏の家督を相続しているが、実長との関係は不明である。

## 系譜
- 父：西園寺公重（1317-1367）
- 母：不詳
- 妻：洞院貞子 - 洞院公泰の娘
- 生母不明の子女
  - 男子：西園寺公長?